# لويس ألبرتو ماركو
لويس ألبرتو ماركو (بالإسبانية: Luis Alberto Marco)‏ هو منافس ألعاب قوى إسباني، ولد في 20 أغسطس 1986 في دوس إيرماناس في إسبانيا.

## وصلات خارجية
- الموقع الرسمي
- لويس ألبرتو ماركو على موقع الاتحاد الدولي لألعاب القوى (الإنجليزية)
- لويس ألبرتو ماركو على موقع الدوري الماسي (الإنجليزية)
- لويس ألبرتو ماركو على موقع أوليمبيديا (الإنجليزية)